# Riffs (album)
Riffs je dvacáté šesté studiové album anglické rockové skupiny Status Quo, které vyšlo v roce 2003. Deset skladeb jsou coververze popových a rockových standardů, dalších pět bylo znovu vydané nahrávky písní, které již dříve skupina vydala.

## Seznam skladeb - Britské vydání
1. Caroline (Rossi/Young) 4:54
2. I Fought The Law (Curtis) 3:04
3. Born To Be Wild (Bonfire) 4:31
4. Takin' Care of Business (Bachman) 5:07
5. Wild One (O'Keefe/Greenan/Owens) 3:47
6. On The Road Again (Jones/Wilson) 5:22
7. Tobacco Road (Loudermilk) 2:39
8. Centerfold (Justman) 3:48
9. All Day And All Of The Night (Davies) 2:28
10. Don't Bring Me Down (Lynne) 3:57 *
11. Junior's Wailing Kieran White/Martin Pugh) 3:28
12. Pump It Up (Costello) 3:30
13. Down the Dustpipe (Grossman) 2:21
14. Whatever You Want (Parfitt/Bown) 4:32
15. Rockin' All Over The World (Fogerty) 3:56

## Sestava
- Francis Rossi - zpěv, sólová kytara
- Rick Parfitt - zpěv, kytara
- John Edwards - baskytara, zpěv
- Andy Bown - klávesy
- Matt Letley - bicí